# Pangio robiginosa
Pangio robiginosa es una especie de pez de la familia Cobitidae en el orden de los Cypriniformes.

## Hábitat
Vive en zonas de clima tropical.

## Distribución geográfica
Se encuentran en Asia.